# Ліам Скейлз
Ліам Скейлз (англ. Liam Scales, нар. 8 серпня 1998, Дублін) — ірландський футболіст, захисник шотландського клубу «Селтік».
Виступав, зокрема, за клуби УКД та «Шемрок Роверс», а також молодіжну збірну Ірландії.
Володар Кубка шотландської ліги. Чемпіон Шотландії.

## Клубна кар'єра
Народився 8 серпня 1998 року в місті Дублін. Вихованець футбольної школи клубу УКД. Дорослу футбольну кар'єру розпочав 2016 року в основній команді того ж клубу, в якій провів три сезони, взявши участь у 93 матчах чемпіонату. Більшість часу, проведеного у складі УКД, був основним гравцем захисту команди.
Своєю грою за цю команду привернув увагу представників тренерського штабу клубу «Шемрок Роверс», до складу якого приєднався 2020 року. Відіграв за команду з Дубліна наступний сезон своєї ігрової кар'єри. Граючи у складі «Шемрок Роверс» також здебільшого виходив на поле в основному складі команди.
У 2021 році приєднався клубу «Селтік».
До складу клубу «Абердин» приєднався 2022 року. Станом на 30 червня 2022 року відіграв за команду з Абердина 5 матчів у національному чемпіонаті.

## Виступи за збірну
Протягом 2019–2020 років залучався до складу молодіжної збірної Ірландії. На молодіжному рівні зіграв у 6 офіційних матчах.

## Статистика виступів

### Статистика клубних виступів
| Сезон                     | Команда                   | Чемпіонат                 | Чемпіонат | Чемпіонат | Національний кубок | Національний кубок | Національний кубок | Континентальні кубки | Континентальні кубки | Континентальні кубки | Інші змагання | Інші змагання | Інші змагання | Усього | Усього | Усього |
| Сезон                     | Команда                   | Ліга                      | Ігор      | Голів     | Ліга               | Ігор               | Голів              | Ліга                 | Ігор                 | Голів                | Ліга          | Ігор          | Голів         | Ігор   | Голів  |        |
| ------------------------- | ------------------------- | ------------------------- | --------- | --------- | ------------------ | ------------------ | ------------------ | -------------------- | -------------------- | -------------------- | ------------- | ------------- | ------------- | ------ | ------ | ------ |
| 2016                      | УКД                       | 1D                        | 13        | 2         | КІ+КЛ              | 1+0                | 0                  |                      | -                    | -                    |               | -             | -             | 14     | 2      |        |
| 2017                      | УКД                       | 1D                        | 24        | 1         | КІ+КЛ              | 0+1                | 0                  |                      | -                    | -                    |               | -             | -             | 25     | 1      |        |
| 2018                      | УКД                       | 1D                        | 26        | 3         | КІ+КЛ              | 2+2                | 0                  |                      | -                    | -                    |               | -             | -             | 30     | 3      |        |
| 2019                      | УКД                       | ПД                        | 30        | 1         | КІ+КЛ              | 0+2                | 0                  |                      | -                    | -                    |               | -             | -             | 32     | 1      |        |
| 2020                      | «Шемрок Роверс ІІ»        | 1D                        | 1         | 1         |                    | -                  | -                  |                      | -                    | -                    |               | -             | -             | 1      | 1      |        |
| 2020                      | «Шемрок Роверс»           | ПД                        | 16        | 0         | КІ+КЛ              | 3+0                | 0                  | ЛЄ                   | 1                    | 0                    |               | -             | -             | 20     | 0      |        |
| 2021                      | «Шемрок Роверс»           | ПД                        | 23        | 2         | КІ+КЛ              | 0                  | 0                  | ЛЧ+ЛК                | 2+4                  | 0                    | СІ            | 1             | 0             | 30     | 2      |        |
| Усього за Shamrock Rovers | Усього за Shamrock Rovers | Усього за Shamrock Rovers | 39        | 2         |                    | 3                  | 0                  |                      | 7                    | 0                    |               | 1             | 0             | 50     | 2      |        |
| 2021–22                   | «Селтік»                  | ЧШ                        | 5         | 1         | КШ+КЛ              | 2+2                | 1+0                | ЛЧ+ЛЄ+ЛК             | 0+3+1                | 0                    | -             | -             | -             | 13     | 2      |        |
| Усього за кар'єру         | Усього за кар'єру         | Усього за кар'єру         | 138       | 11        |                    | 15                 | 2                  |                      | 11                   | 0                    |               | 1             | 0             | 156    | 11     |        |

## Титули і досягнення
- Володар Кубка шотландської ліги (2):

«Селтік»: 2021–22, 2024–25
- Володар Кубка Шотландії (1):

«Селтік»: 2023–24
- Чемпіон Шотландії (3):

«Селтік»: 2021–22, 2023–24, 2024–25